# Heinrich Botel (Drucker)
Heinrich Botel (auch Henricus de Saxonia, * 15. Jahrhundert in Einbeck (unsicher); † 15. oder 16. Jahrhundert) war ein deutscher Buchdrucker, der in Barcelona, Saragossa und Lleida wirksam war.

## Leben und Werk
Heinrich Botel stammte vermutlich aus Einbeck. 1473 druckte er mit Georg vom Holtz und Johann Planck in Barcelona. Für 1474 bis 1476 wird Botel urkundlich in Barcelona nachgewiesen. Vermutlich war er zeitgleich auch in Saragossa tätig. Dort war er 1476 bis 1478 in einer Arbeitsgemeinschaft mit den Druckern Paul Hurus und Johann Planck tätig. Er verlegte dann als selbständiger Drucker seine Presse nach Lérida. Hier war er von 1479 bis 1480 und von 1485 bis 1498 tätig.
Heinrich Botel war einer der zahlreichen deutschen Drucker, die in der zweiten Hälfte des 15. Jahrhunderts die Druckkunst in Spanien und Portugal verbreiteten.